# 黄安 (艺人)
黄安（1962年12月8日—），本名黄宏铭，臺灣男歌手、主持人，生于新竹县竹北市，祖籍福建泉州，曾演唱過《新鴛鴦蝴蝶夢》等歌曲。
因2015年向国台办实名举报台湾网友钟屿晨在Facebook上发表的“赚爆支那人的钱来为台独努力”等言论，被国台办表示敬意和感谢，并接连举报港台多名艺人。其中，周子瑜国旗事件对2016年中華民國總統選舉产生了一定影响力，该事件被认为有助于民进党在一定的公众情绪下赢得选举。

## 生平
黃安毕业于国立屏东农专（今國立屏東科技大學）畜牧科，早年曾參加台視《五燈獎》的吉他自彈自唱項目，也參加過第一屆「大學城全國大專創作歌謠大賽」，他演唱的自創歌曲《未完成狂想曲》收錄在新格唱片於1984年發行的《全國大專創作歌謠比賽優勝紀念專輯》中。
先后參與主持《劲歌金曲五十年》、《龙兄虎弟》、《今夜来抓狂》、《开心辞典》等节目。
1989年7月，黄安推出第一張专辑《一切从头》。1993年2月，发行《新鸳鸯蝴蝶梦》专辑，因為同名主打歌《新鸳鸯蝴蝶梦》一曲搭上華視《包青天》連續劇熱潮，因而熱銷。之后又创作演唱了《救姻缘》、《明明知道相思苦》等歌曲。
1998年4月遷居中國大陸，2000年起主動結束台灣的工作，並開始定居北京，但仍持中华民国护照。
2003年，黄安出版书籍《谁搞垮了演艺事业》。
2007年，黃安曾登上《綜藝大哥大》的單元〈台語職能訓練班〉接受訪問。

## 軼事
雖然周子瑜因在韓國節目舉中華民國國旗被自封「台獨剋星」的黃安指她是台獨份子，不過黃安被挖出多年前曾在節目《龍兄虎弟》中自己也手舉中华民国國旗，唱中华民国愛國歌曲「國恩家慶」，影片中他手舞足蹈地唱歌，背後插著2支中华民国國旗，最後還舉著青天白日满地红國旗擺出霸氣姿勢。此外，他還被挖出曾在2001年上《開運鑑定團》節目時，用順口溜調侃中國大陸女性的貞操觀念，言詞低俗。
安倍晋三遭枪杀事件期间，黄安在微博发布多条贴文，并以调侃和具挑衅性的态度称「凡是跟中国过不去的，没有好下场的！」，又發微博附上蔡英文的祈福帖文称「安倍掛了！喂，蔡英文，就等你的臉書悼文」「想他就去陪他呀」等言论，然后再贴出安倍被枪击前几个小时与一群朋友在聚餐的影片，但反而也招来不少大陸网民謾罵。

## 爭議事件列表
- 1990年代後半期，因為黃安介入口舌是非，連續與吳宗憲、徐乃麟、張菲等多位知名主持人鬧不和，包括率先揭發吳宗憲隱瞞已婚事實等，因而遭台湾媒體封殺，最後攜家帶眷離開台灣，移居中國大陸，部分媒體更指他早已入籍中华人民共和国。[16]
- 1996年，黃安在華視《紅白勝利》節目中涉及侮辱母校省立關西高級農業職業學校（今國立關西高級中學）並醜化原住民，更在短劇中指關西農校是「全世界都沒有人要念的學校」，引發校友會、家長會及教職員的不滿。關農總務主任姜鴻達在節目播出當天即去電要求製作公司鄭重道歉，校方並募集律師費，準備控告製作單位及黃安。廣電處指出，《紅白勝利》製作單位已違反廣電法第24、25條，若雙方無法圓滿協調解決，可處以停播處分。最後黃安回到母校道歉，並捐助一筆錢供作校友會的基金，才平息風波。[17]
- 2007年，黃安在接受《揚子晚報》採訪時，表示自己會出書揭露娛樂圈潛規則，並會以李湘等人為例寫夠100條[18]。
- 2008年，黄国伦在电视节目上爆料指出《新鴛鴦蝴蝶夢》的曲涉嫌抄襲S.E.N.S.的《Happy Arabia》，《Happy Arabia》的曲調被換了幾個音符，就變成《新鴛鴦蝴蝶夢》的主旋律。[19]
- 2009年，被中國大陸網友爆出接拍壯陽藥廣告，但據本人辯稱僅僅是擔任電視購物的產品主持人，並非真正代言。還說自己雖然人氣下滑已經9年，但靠著主持活動其實收入還不錯[20][21]。
- 2010年，黃安在东南卫视的節目中曾言「台灣是鬼地方」，惹起争议[22]。
- 2013年，在中國大陸發展13年，一年超過200場商演邀約，平均每場酬勞50萬台幣起跳；回台錄製節目時，黃安直言：「台灣的演出費用，養不起我啦！在這是賺零用錢，大陸才能賺身家、全家的開銷。」[23]
- 2014年10月4日，黃安在微博上稱讚紀錄片《看見台灣》，卻鼓勵大家下載盜版影片來看，以及對吳念真的旁白表達不滿的意見，推薦旁白換為李季準，引起爭論[24]。
- 2014年10月8日，黃安在微博評論巢運，認為宏盛帝寶地價1坪新台幣600萬元、擁有永久產權，並強調北京只能使用70年，宏盛帝寶與北京的房價相比「並不算天價」。並對巢運人士喊話：「在街頭抗議，不如在生活中努力。愛拼才會贏，台灣人可貴的打拼精神都耗在無聊的政治惡鬥。勇敢的走出來吧！」[25]
- 2015年2月4日，復興航空驚傳失事事件，黃安在微博表示：「開計程車能被飛機撞到，趕快去買彩票吧。」完全沒同情心的發言，被網友直批白目[26]。
- 2015年8月8日，黃安在微博發文：「如何選擇告別？有人依依不捨，例如告別演唱會還搞連場，每晚都在整告別式，每晚都要哭一回。有的則是快刀斬亂麻，痛就痛一次吧。例如2000年買了一張飛往北京的機票，我就離開了台灣，沒有眼淚、無需告別。等有一天我將離開表演的舞臺，我會說離開就離開，沒有儀式，無需不捨，這就是我的人生態度。」被認為明諷即將退出演藝圈的江蕙，因此遭到江蕙粉絲強烈的批評。[27]
- 2015年9月3日，黃安引用俄羅斯總統普京的話「沒有實力的憤怒，毫無意義」嗆聲所有反對連戰一行人參加北京閱兵的網友。他還嘲諷，台獨支持者只是一些住在他家附近的普通人，沒有三頭六臂，只會不痛不癢的譴責謾罵，「從靈魂深處瞧不起你們！」[28]
- 2015年11月28日，「公共冊所」二手書店創辦人楊緬因，在想想論壇發表〈黃安是台獨份子的三項證據[29]〉一文，引發討論。黃安本人也對該文提出反駁，甚至承認在1994年台北市長選舉時支持陳水扁。[30]之後陸續在微博發文，爆粗口說：「誰愛台灣絕對不是你們說的算！干（「幹」的簡體字）！」又說：「我會比你們台獨出手更狠、打得更準、臉皮更厚！台灣的問題不是壞人太囂張，而是好人太窩囊。」又自嘲：「台獨剋星不容易啊！都快死無葬身之地、有家歸不得啦。」[31]
- 2015年12月17日，黄安稱中國大陸的霧霾換鈔票養活台灣人，要感恩[32]。
- 2016年1月24日，黃安在微博發文「蒼天有眼，今天台灣真的下雪了」。[33]
- 2016年2月3日，黃安為避免引起風波，打算不返回台灣，因母親在白狼安排下，將前往大陸。[34]
- 2016年2月7日凌晨，2016年高雄美濃地震剛剛發生，黃安搭機返台。[35]
- 2018年6月12日，他認為大陸根本不需要幫忙台灣香蕉問題，「以免讓這些蕉農掙了錢又跑去支持台獨」。[36]

### 举报港台人士
- 2015年9月30日，黄安在微博上曝光台湾网友钟屿晨在Facebook上的台独言论，并在10月8日前往国务院台湾事务办公室实名举报，引发“钟屿晨事件” [37]。10月16日， “国务院台办投诉协调局”回复黄安的举报，指“台独”危害两岸关系和平发展，损害台湾同胞根本利益；称坚持一中原则、决不允许任何人在大陆赚钱却在台湾资助“台独”分裂活动，并对黄安支持统一反对“台独”的鲜明立场深表敬意与感谢 [38]。
- 2015年11月，黃安在微博貼上兩張截圖，批評王大陸臉書上寫「中國」，在微博卻寫「大陸」，中國網友紛紛喊著要抵制王大陸主演的《我的少女時代》。[39]
- 2015年11月22日，黄安舉報盧廣仲為台獨份子，导致盧廣仲中國大陸演出被取消[40]。
- 2015年12月16日，黃安發微博舉報黃秋生領唱支持佔中歌曲《問誰未發聲》，導致其一年「無戲可拍」[41]。黃秋生則反駁領唱為2014年6月的事情，而佔中到同年9月才發生，根本無關[42]。黃秋生的經紀公司英皇娛樂則發聲明表示如果黃安不公開道歉並刪除傷害黃秋生形象的微博，英皇將採取法律行動[43]。
- 2015年12月26日黃安發微博表示將舉報台獨大咖，第二日提出「L歌手」，林宥嘉再度受網民影射攻擊[44]，导致林宥嘉原訂參與廣州跨年晚會而取消演出。对此，林宥嘉在微博回應：「如果連單純關心社會大事都要被扣上台獨或任何政治標籤，那麼我認為那個唆使網路暴力、挑起對立的人，才是真正撕裂大家感情的禍首[45]。」2016年1月1日林宥嘉在北京接受媒體採訪，表示對黄安他没生气，未来繼續自己的步调走[46]。1月3日黃安發微博表示林宥嘉是台灣年輕一代傑出歌手，願為他澄清不是台獨[47]。
- 2016年1月10日，香港藝人王喜在轉貼一則有關周恩來是男同性戀者的新聞並留言指「屈原之後」後，被黃安舉報「褻瀆周總理」。其後王喜曾參與演出的節目《了不起的挑戰》播出時，王喜出現的鏡頭均被處理[48]。
- 2016年1月8日，黄安舉報韓國團體「TWICE」的台灣成員周子瑜是台獨份子，在2016年中華民國總統選舉前引爆了周子瑜国旗事件[49]。
- 2016年1月11日，黃安的老友NONO（陳宣裕）也遭其检举，導致他原定參加的大陸節目被取消[50]。
- 2016年1月19日，黃安迄今為止所發的所有微博被刪光[51]。

### 中國大陸户籍争议
2008年，中国大陸媒体报道黄安已經于2001年办理中華人民共和國居民戶口簿和身分证，并刊登影印件图片，显示其落戶在廣東省清新縣太平鎮，出生日期寫為「1963年12月8日」，婚姻狀況寫明「離婚」。然而，2016年中华民国总统选举期间，黄安接受大陸媒体采访时表示，自己没有“大陸身份”，依照《两岸人民关系条例》第9条，仍是“台湾籍”，并称“大陆籍是世界上最难拿到的户籍”，同时还表示自己仍拥有台湾的选举权。对于黄安雙重身份争议，2016年1月17日民进党立委陳其邁表示，要请内政部好好查一查，按照《兩岸人民關係條例》第9之1條的條文規定由戶政機關註銷其台灣地區戶籍登記。2016年2月7日，黄安顺利返台，通关时经核查后放行，称没有大陆户籍，並要求檢舉他的人應該要道歉。然按大陆法律、黄安已成三无非法居住人口，因此其身份可能已被特殊处理。2025年大陸委員會20日召開例行記者會，會中表示有民眾再次檢舉，移民署調查中。

### 离开中国大陸

#### 返台就醫
- 2016年3月10日，搭乘醫療專機返台就醫。冠狀動脈繞道手術，健保給付42萬。[57]他后来透露之所以返台就医的原因是「在中国安排治疗至少需要等待1个星期，在台湾则不需要」[58]。

#### 2020年返台
- 2020年1月15日，黃安回台過農曆新年，在微博上寫上「小島上人心已變」，又表示「從今往後啥也不說，在我心中只有祖國」，引起網民討論與反滲透法的關係。[59][60]
- 2020年1月底，黃安出國到杜拜旅遊，不忘批評：“奸生于国”。[61]
- 2020年2月7日，黃安仍未回大陸，在臺灣買口罩並評論「買不到是自己命不好」 [62]，遭質疑怎麼不回去，17日改口沒排隊買口罩[63]。在之前黃安曾稱「是春運回家過年，結果就回不去了，明白嗎？」[64]，但截至3月，台灣與中國大陸間未斷航[65]。
- 由於台灣在2019冠状病毒病疫情防疫的表現獲廣泛認同，有網友到美國白宮請願網站，發起「邀請台灣加入聯合國（UN）」連署，獲得超過10萬網友聲援，依規定白宮需在60天內回覆。对此，黃安在微博发言「60天後會回答你：不准！」，「世界有通過網路請願而獨立的國家嗎？ 想想都興奮。」 [66][67]

### 分享假新闻
- 2021年6月，黄安在微博跟风分享中国网民传播的错误讯息，并在视频中吹捧马来西亚人抢着要打中国生产的疫苗，反观美国疫苗却没人要，遭当地媒体打脸[68]。另有大马网民前往微博纠正黄安的错误言论[69]。
- 2021年12月21日，黄安在微博爆料，声称从中国娱乐记者口中得知章子怡、汪峰已离婚，引发热议。令章子怡一连两天在微博上发文将黄安的爆料贴文截图，并标上大大的「假」字否认离婚和严厉驳斥黄安的贴文。黄安随即拍片澄清，他自称是转述他人的消息，向章子怡夫妻道歉，他的帐号也因违反微博公约被禁言[70]。

## 音樂作品

### 專輯
| 年份          | 專輯                        | 發行地區         | 歌曲 | 唱片公司 |
| 1989年8月     | 一切從頭                    | 台灣             | 曲目 1. 健康教育 2. 花車皇后 3. 生命中的一天 4. 四季人生 5. 童話 6. 一切從頭 7. 水兵情書選 8. 世界變了樣 9. 灰色狂想曲 | 天際唱片 |
| 1990年7月     | 天真的歲月                  | 台灣             | 曲目 1. 天真的歲月 2. 初戀的故事 3. 我載你回家 4. 黃同學 5. 更高的藍天 6. 異鄉路上異鄉人 7. 他媽的媽媽說 8. 藕斷絲連 9. 告別天真 | 天際唱片 |
| 1991年3月     | 一切從頭                    | 新加坡及馬來西亞 | 曲目 1. 生命中的一天 2. 世界變了樣 3. 一切從頭 4. 水兵情書選 5. 四季人生 6. 花車皇后 7. 童話 8. 未完成的夢(灰色狂想曲) (註:此專輯為重新編曲) | 天下唱片 |
| 1991年4月     | 精選集 天真的歲月           | 新加坡及馬來西亞 | 曲目 1. 天真的歲月 2. 初戀的故事 3. 我載你回家 4. 黃同學 5. 異鄉路上異鄉人 6. 他媽的媽媽說 7. 藕斷絲連 8. 告別天真 9. 生命中的一天 10. 世界變了樣 11. 一切從頭 12. 四季人生 13. 花車皇后 14. 未完成的夢(灰色狂想曲) | 天下唱片 |
| 1992年2月     | 親愛的南方妹妹              | 新加坡及馬來西亞 | 曲目 1. 相逢 2. 親愛的南方妹妹 3. 是否還能見到你 4. 東南西北風 5. 江湖郎中 6. 亂 7. CHINA BLUE 8. 陪著我流浪 | 天下唱片 |
| 1992年        | 黃安精選 留住黃安的天真歲月 | 新加坡           | 曲目 1. 天真的歲月 2. 相逢 3. 世界變了樣 4. 異鄉路上異鄉人 5. 東南西北風 6. 四季人生 7. 藕斷絲連 8. 一切從頭 9. 初戀的故事 10. 生命中的一天 11. 更高的藍天 12. 我載你回家 13. 陪著我流浪 14. 親愛的南方妹妹 | 天下唱片 |
| 1992年        | 黃安精選 留住黃安的天真歲月 | 馬來西亞         | 曲目 1. 是否還能遇見你 2. 花車皇后 3. 東南西北風 4. 水兵情書 5. 告別天真 6. 異鄉路上異鄉人 7. CHINA BLUE 8. 江湖郎中 9. 亂 10. 四季人生 11. 他媽的媽媽說 12. 黃同學 13. 童話 14. 生命中的一天 | 輝皇企業有限公司                                                                                                   |
| 1993年1月20日 | 新鴛鴦蝴蝶夢                | 台灣             | 曲目 1. 新鴛鴦蝴蝶夢(華視八點檔包青天主題曲) 2. 愛與喜歡之間 3. 愛別離 4. 野火在輕輕的燒 5. 古老的眼淚 6. 陪你到天涯(中視黃土地外的天空主題曲) 7. 你好壞 8. 關於那些難以開口的事 9. 床的前面月亮的光 10. 點一首歌給你聽 | 華星唱片(新鴛鴦蝴蝶夢)→ 上華唱片(救姻緣、鑽石金選集、新鴛鴦蝴蝶夢 精華選集、明明知道相思苦、非一般新年歌 萬事如意) |
| 1994年5月     | 救姻緣                      | 台灣             | 曲目 1. 救姻緣 2. 傳燈 3. 世間人 4. 風風雨雨來時路 5. 明天會吹甚麼風 6. 樣樣紅 7. 君莫攀 8. 絕配 9. 東南西北風 10. 回頭是彼岸 | 華星唱片(新鴛鴦蝴蝶夢)→ 上華唱片(救姻緣、鑽石金選集、新鴛鴦蝴蝶夢 精華選集、明明知道相思苦、非一般新年歌 萬事如意) |
| 1994年12月    | 鑽石金選集                  | 台灣             | 曲目 1. 新鴛鴦蝴蝶夢 2. 樣樣紅 3. 陪你到天涯 4. 絕配 5. 愛與喜歡之間 6. 傳燈 7. 救姻緣 8. 愛別離 9. 野火在輕輕的燒 10. 風風雨雨來時路 11. 世間人 12. 君莫攀 | 華星唱片(新鴛鴦蝴蝶夢)→ 上華唱片(救姻緣、鑽石金選集、新鴛鴦蝴蝶夢 精華選集、明明知道相思苦、非一般新年歌 萬事如意) |
| 1995年1月     | 新鴛鴦蝴蝶夢 精華選集       | 新加坡及馬來西亞 | 曲目 1. 新鴛鴦蝴蝶夢 2. 美人風箏 3. 古老的眼淚 4. 点一首歌给你听 5. 呒来呒去呒代誌 6. 明明知道相思苦 7. 明天会吹什么风 8. 爱别离 9. 爱与喜欢之间 10. 福星高照 11. 爱于错误年代(新鴛鴦蝴蝶夢 粵語版) 12. 新鸳鸯蝴蝶梦 (音乐) | 華星唱片(新鴛鴦蝴蝶夢)→ 上華唱片(救姻緣、鑽石金選集、新鴛鴦蝴蝶夢 精華選集、明明知道相思苦、非一般新年歌 萬事如意) |
| 1995年4月     | 明明知道相思苦              | 台灣             | 曲目 1. 明明知道相思苦 2. 我願為你錯 3. 答案 4. 嘸來嘸去嘸代誌(註:引進版中的歌詞本上蓋作廢之章) 5. 只要年輕就有夢 6. 情奔 7. 美人風箏 8. 福星高照 9. 匆匆 10. 我的淚讓鐵石心腸的人感動 引進版曲目 1. 明明知道相思苦 2. 我願為你錯 3. 答案 4. 福星高照 5. 只要年輕就有夢 6. 情奔 7. 美人風箏 8. 匆匆 9. 我的淚讓鐵石心腸的人感動 10. 明明知道相思苦(卡拉OK版) | 華星唱片(新鴛鴦蝴蝶夢)→ 上華唱片(救姻緣、鑽石金選集、新鴛鴦蝴蝶夢 精華選集、明明知道相思苦、非一般新年歌 萬事如意) |
| 1995年12月    | 非一般新年歌 萬事如意       | 東南亞           | 曲目 1. 萬事如意 2. 恭喜恭喜 3. 春天的花蕊 4. 迎春花 5. 廟會 6. 刮地風 7. 非一般新年組曲1(一切從頭、花車皇后、初戀的故事、他媽的媽媽說、東南西北風、相逢) 8. 非一般新年組曲2(絕配、樣樣紅、新鴛鴦蝴蝶夢、傳燈、嘸來嘸去嘸代誌、美人風箏) 9. 新鴛鴦蝴蝶夢(伴奏版)                                                                                             | 華星唱片(新鴛鴦蝴蝶夢)→ 上華唱片(救姻緣、鑽石金選集、新鴛鴦蝴蝶夢 精華選集、明明知道相思苦、非一般新年歌 萬事如意) |
| 1998年1月     | 舊鴛鴦蝴蝶夢                | 台灣             | 曲目 1. 先知 2. 初戀的故事 3. 天真的歲月 4. 是否還能見到你 5. 陪著我流浪 6. 東南西北風 7. 我載你回家 8. 亂 9. 相逢 10. 就是土 11. 福星高照 12. 似我非我 13. 六道輪迴 14. 傳燈 | 樣樣紅有聲出版社                                                                                                   |
| 1998年4月     | 妹妹我愛你                  | 台灣             | 曲目 1. 妹妹我愛你 2. 先知 3. 月光華華 4. 名字 5. 帶子郎 6. 女兒 7. 福星高照 8. 樣樣紅(兒童版) 9. 輪迴 10. 傳燈(心經版) | 神貫影視有限公司                                                                                                   |
| 1999年        | 傳燈                        | 香港             | 曲目 1. 传灯 2. 轮回 3. 福星高照 4. 女儿 5. 样样红 6. 妹妹我爱你 7. 月光华华 8. 带子郎 9. 名字 10. 先知 | 南方唱片 |
| 1999年        | 傳燈                        | 新加坡及馬來西亞 | 曲目 1. 传灯 2. 轮回 3. 福星高照 4. 女儿 5. 妹妹我爱你 6. 名字 7. 带子郎 8. 样样红 9. 月光华华 10. 先知 | 南方唱片 |
| 1999年10月    | 大悲咒                      | 台灣             | 曲目 1. 大悲咒1 2. 大悲咒2 (註:921大地震賑災愛心專輯) | 樣樣紅有聲出版社                                                                                                   |
| 1999年10月    | 解冤咒                      | 台灣             | 曲目 1. 解冤咒1 2. 解冤咒2 3. 解冤咒3 (註:921大地震賑災愛心專輯) | 樣樣紅有聲出版社                                                                                                   |
| 1999年10月    | 奈何                        | 台灣             | 曲目 1. 奈何兩字拉成橋(中視八點檔達摩片頭主題曲 ) 2. 八卦八卦我牽掛(中視八點檔達摩片尾主題曲) 3. 做人難 4. 女兒 5. 東南西北風 6. WHENIT CON TO LOVE 7. 名字 8. 妹妹我愛你 9. 福星高照 10. 帶子郎 引進版曲目 1. 陪着我流浪 2. 八卦八卦我牵挂 3. 名字 4. 带子郎 5. 妹妹我爱你 6. 奈何两字拉成桥 7. 做人难 8. 女儿 9. 福星高照 10. 东南西北风                   | 大信唱片 |
| 2000年1月     | 流金十載                    | 台灣             | 曲目 1. 樣樣紅 2. 傳燈 3. 美人風箏 4. 愛與喜歡之間 5. 福星高照 6. 新鴛鴦蝴蝶夢 7. 救姻緣 8. 野火在輕輕的燒 9. 明明知道相思苦 10. 陪你到天涯 11. 風風雨雨來時路 12. 愛別離 13. 世間人 14. 我願為你錯 15. 回頭是彼岸 16. 東南西北風 | 上華唱片 |
| 2000年        | 相逢                        | 中國             | 曲目 1. 相逢 2. 東南西北風 3. 親愛的南方妹妹 4. 陪你到天涯 5. 藕斷絲連 6. 天真的歲月 7. 初戀的故事 8. 我載你回家 9. 是否還能見到你 10. 生命中的一天 | 中國音樂家音像出版社                                                                                               |
| 2001年1月     | 黃金精選                    | 中國             | 曲目 1. 明明知道相思苦 2. 君莫攀 3. 新鴛鴦蝴蝶夢 4. 救姻緣 5. 匆匆 6. 陪你到天涯 7. 樣樣紅 8. 東南西北風 9. 你好壞 10. 野火在輕輕的燒 11. 答案 12. 我願為你錯 13. 美人風箏 14. 風風雨雨來時路 15. 傳燈 16. 明天會吹甚麼風 | 上華唱片 |
| 2002年1月     | 留住這一刻                  | 中國             | 曲目 1. 明明知道相思苦 2. 君莫攀 3. 新鴛鴦蝴蝶夢 4. 救姻緣 5. 匆匆 6. 陪你到天涯 7. 樣樣紅 8. 東南西北風 9. 你好壞 10. 野火在輕輕的燒 11. 答案 12. 我願為你錯 13. 美人風箏 14. 風風雨雨來時路 15. 傳燈 16. 明天會吹甚麼風 | 上華唱片 |
| 2012年6月     | 肯定句                      | 中國             | 曲目 1. 肯定句 2. 眼紅 3. 一手爛牌 4. 明星(紀念張國榮) 5. 不了 6. 好累 7. 白雲飄 8. 玩的就是命 9. 出現 10. 好運相隨 | 星外星唱片 |
| 2022年8月     | 坐著高鐵去台北              | 中國             | 曲目 1. 坐著高鐵去台北 2. 坐著高鐵去台北 (伴奏) 3. 井蛙 4. 井蛙 (伴奏) 5. 賊歌 6. 賊歌 (伴奏) 7. 榨菜 8. 榨菜 (伴奏) 9. 醉菩提 10. 醉菩提 (伴奏) | 君樂天禧傳媒 |

### 單曲
| 年份日期       | 單曲名             | 介紹                                                                      | 發行地區 | 出品公司           |
| 1987年         | 《永不說再見》     | 1987年 全國青年創作歌謠，發表時作詞作曲為黃宏銘(本名)，與簡英材共同演唱。 | 台灣     | 藍與白唱片         |
| 1993年10月     | 《樣樣紅》         | 1993年10月以單曲發行，1994年5月收錄於【救姻緣】專輯中                     | 台灣     | 上華唱片           |
| 1995年         | 《美酒加咖啡》     | 紀念鄧麗君 收錄於《星願 (上華群星紀念鄧麗君)》專輯中                      | 台灣     | 上華唱片           |
| 2002年5月      | 《好運相隨》       | 2002年5月以單曲發行，2012年6月收錄於【肯定句】專輯中                      | 中國     | 北京金克木有限公司 |
| 2006年         | 《眼紅》           | 2006年以單曲發行，2012年6月收錄於【肯定句】專輯中                         | 中國     | 北京金克木有限公司 |
| 2006年         | 《不了》           | 2006年以單曲發行，2012年6月收錄於【肯定句】專輯中                         | 中國     | 北京金克木有限公司 |
| 2012年3月22日  | 《明星》           | 2012年3月以單曲發行，2012年6月收錄於【肯定句】專輯中                      | 中國     | 海蝶音樂           |
| 2015年5月21日  | 《情僧》           | 再創新古典主義中國風                                                      | 中國     | 君樂天禧傳媒       |
| 2015年10月23日 | 《望台灣》         | 慶祝台灣光復70周年紀念歌曲                                                | 中國     | 君樂天禧傳媒       |
| 2018年9月28日  | 《中國(閩南語版)》 | 16種民族地方語言。作詞作曲為郭峰。                                        | 中國     | 中國中央電視台     |

### 電視劇主題曲
| 年份   | 歌名                 | 播出頻道 | 電視劇名                                  |
| 1993年 | 《新鴛鴦蝴蝶夢》     | 華視     | 《包青天》片尾曲                          |
| 1993年 | 《樣樣紅》           | 台視     | 《倩女幽魂前傳 》 片頭、尾曲              |
| 1993年 | 《陪你到天涯》       | 中視     | 《黃土地外的天空》片頭曲                  |
| 1993年 | 《床的前面月亮的光》 |          | 單元劇插曲                                |
| 1993年 | 《愛與喜歡之間》     |          | 單元劇插曲                                |
| 1993年 | 《野火在輕輕的燒》   |          | 單元劇插曲                                |
| 1994年 | 《傳燈》             | 中視     | 《帝女花》                                |
| 1994年 | 《答案》             | 中視     | 《人面桃花》片尾曲                        |
| 1994年 | 《救姻緣》           | 華視     | 《七俠五義》片尾曲                        |
| 1994年 | 《東南西北風》       | 中視     | 中視劇場、華視劇場 花系列－《火鶴》片頭曲 |
| 1994年 | 《東南西北風》       | 華視     | 中視劇場、華視劇場 花系列－《火鶴》片頭曲 |
| 1994年 | 《君莫攀》           | 中視     | 《桃花女鬥周公》片頭曲                    |
| 1995年 | 《明明知道相思苦》   | 中視     | 《天師鍾馗》片尾、插曲                    |
| 1997年 | 《明天會吹什麼風》   | 三立     | 《計中計狀元財》片頭曲                    |
| 1997年 | 《明天會吹什麼風》   | 亞洲電視 | 《計中計狀元財》片頭曲                    |
| 1998年 | 《先知》             | 中視     | 《布袋和尚》片頭曲                        |
| 1999年 | 《奈何兩字拉成橋》   | 中視     | 《達摩》片頭曲                            |
| 1999年 | 《八卦八卦我牽掛》   | 中視     | 《達摩》片尾曲                            |
| 2000年 | 《月光華華》         | 台視     | 《神仙動員令》片頭曲                      |
| 2000年 | 《先知》             | 台視     | 《神仙動員令》廣告插曲、劇中插曲          |
| 2000年 | 《帶子郎》           | 台視     | 《神仙動員令》插曲                        |
| 2000年 | 《傳燈(心經版)》     | 台視     | 《神仙動員令》插曲                        |

### 為其他歌手作詞/作曲的作品
| 歌曲               | 歌手   | 收錄專輯         | 發行年份 | 唱片公司   | 備註     |
| 單人翹翹板         | 何篤霖 | 深情不改         | 1992年   | BMG博德曼  |          |
| 溫柔記事           | 何篤霖 | 把夢親手交給你   | 1990年   | 天際唱片   | 僅有作曲 |
| 冷漠，我的保護色   | 何篤霖 | 一生能有幾次選擇 | 1990年   | 天際唱片   | 僅有作曲 |
| 航泊日記           | 何篤霖 | 一生能有幾次選擇 | 1990年   | 天際唱片   | 僅有作曲 |
| 我如何來將如何離去 | 羅映庭 | 我聽見花開的聲音 | 1990年   | 天際唱片   |          |
| 姻緣歌             | 關之琳 | 相約到永久       | 1994年   | 巨石音樂   |          |
| 美人風箏           | 柯以敏 | 美人風箏         | 1994年   | 新力音樂   |          |
| 離家無家處處家     | 鄭少秋 | 天大地大         | 1995年   | 上華唱片   |          |
| 可以在狠點         | 潘軍   | 煙消雲散         | 2005年   | 黑龍江文化 |          |

## 演出作品

### 電視劇
| 年份   | 頻道         | 劇名                                 | 角色   | 備註     |
| 1996年 | 中國電視公司 | 《大巡按番薯官》                     | 皇上   | 前期主演 |
| 1996年 | 台灣電視公司 | 台視劇場《金鐘系列--答錄機愛情事件》 | 小張   | 配角     |
| 1997年 | 台灣電視公司 | 《添丁發財好運來》                   | 吳秋山 | 配角     |
| 2000年 | 台灣電視公司 | 《神仙動員令》                       | 虎神   | 聲音演出 |
| 2002年 | 上海電視台   | 《粉紅女郎》                         | 大寶   | 客串     |
| 2002年 | 中華電視公司 | 《粉紅女郎》                         | 大寶   | 客串     |
| 2004年 | 天津電視台   | 《新年快樂2004》                     | 黃校長 | 客串     |

### 電影
| 年份   | 播映地區 | 電影名               | 角色   | 導演   | 備註     |
| 1990年 | 台灣     | 《到陰間出差》       | 華克尤 | 趙真國 | 客串演出 |
| 1995年 | 台灣     | 《一九九五年閏八月》 | 林宏厚 | 林博生 | 主角     |
| 2004年 | 中國     | 《冒牌天皇》         |        | 宏橋   | 客串     |
| 2015年 | 中國     | 《天女獵妖團》       | 院長   | 張坤一 | 特別演出 |

## 出版作品

### 書籍
| 出版日期      | 書籍名稱               | 出版社         | 備註     |
| 1998年12月1日 | 《月球的陰暗面》       | 獨家出版社     | 繁體中文 |
| 2003年7月1日  | 《誰搞垮了演藝事業》   | 河北教育出版社 | 簡體中文 |
| 2004年7月23日 | 《誰搞垮了婚姻》       | 中國文聯出版社 | 簡體中文 |
| 2015年2月1日  | 《生活需要更多的樂事》 | 天津楊柳青畫社 | 簡體中文 |

## 主持作品
| 頻道 | 節目名                          | 備註                             |
| 台視 | 《龍兄虎弟》                    | 第二代，與徐乃麟主持             |
| 台視 | 《超級怪怪怪》                  | 與和家馨主持                     |
| 中視 | 《飛躍黃金線》                  | 前期楓主持，後期黃安、崔麗心主持 |
| 中視 | 《今夜來抓狂》                  |                                  |
| 中視 | 《歡唱福爾摩莎》                | 與馬世莉主持                     |
| 華視 | 《勁歌金曲五十年》→《勁歌金曲》 | 與馬世莉主持                     |
| 華視 | 《王牌威龍》                    | 與張菲、檢場、謝金燕、邰智源主持 |
| 華視 | 《電視俱樂部》                  | 與許效舜、董至成、胡瓜主持       |
| 華視 | 《台灣夜總會》                  | 與賀一航主持                     |
| 央視 | 《开心辞典》                    |                                  |

### 訪問
| 年份   | 節目名       |
| 1993年 | 《勁歌金曲》 |
| 2013年 | 《勁歌金曲》 |

## 獎項紀錄
| 年份   | 頒獎典禮    | 獎項           | 作品             | 結果 |
| 1993年 | 第5屆金曲獎 | 最佳年度歌曲獎 | 〈新鴛鴦蝴蝶夢〉 | 提名 |

## 外部連結
- 黄安的新浪微博
- 黃安 （页面存档备份，存于）的新浪博客
- 黄安在香港影庫上的簡介
- 黄安在豆瓣上的资料（简体中文）
- 黄安在时光网上的簡介（简体中文）